# Nights on Broadway

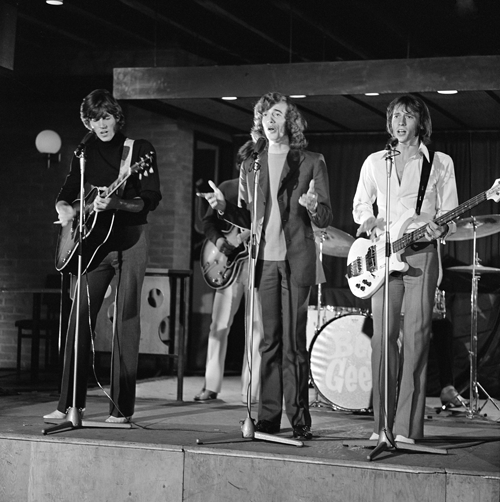
Barry, Robin und Maurice Gibb (1968)

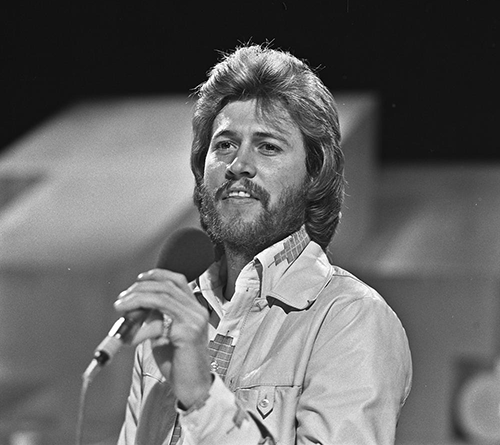
Barry Gibb, 1973

Nights on Broadway ist ein Song der Bee Gees aus dem 1975 erschienenen Album Main Course. Es war die zweite Singleauskopplung des Albums und folgte unmittelbar auf den Nummer-eins-Hit Jive Talkin’. Dieser Song wurde von Barry, Robin und Maurice Gibb geschrieben.

## Aufnahme
Die Aufnahmen zu diesem Titel begannen am 20. Januar 1975 und wurden am 30. Januar fortgesetzt.
Der Produzent Arif Mardin fragte, ob eines der Bee Gees-Mitglieder während des Hauptrefrains mehr schreien könne, um den Song spannender zu machen. Daraufhin begann Barry Gibb, immer höher zu singen, bis er den Song schließlich in einer unerwartet kraftvollen Falsettstimme sang. Er hatte nie gewusst, dass er eine solche Fähigkeit besaß, und Barrys Falsett wurde zu einem Markenzeichen der Bee Gees.
Barry Gibb sprach über Nights on Broadway in der Larry King Show am 2. Februar 2002:

„Es kam in einem Traum zu mir. Es gab eine Anfrage von Arif Mardin, der wie ein Onkel für uns war, er war ein großartiger Plattenproduzent während des Songs Nights On Broadway für das Main Course Album, das dem Fever Syndrom vorausging. Und er sagte: ‚Kann einer von euch schreien, schreien im Falsett?‘ ... So wurde aus dem Schreien etwas wie ‚blamin’ it all‘.“

Laut der Dokumentation The Bee Gees: How Can You Mend A Broken Heart wurde dieses Lied als Lights on Broadway geschrieben, aber Arif Martin sagte ihnen, sie sollten es etwas „erwachsener“ machen, also änderten sie den Titel.
Die bemerkenswerte Basslinie wurde in diversen Bass-Covern gewürdigt.

## Veröffentlichung
Die Single wurde für die Ausstrahlung im Radio bearbeitet, wobei der langsame Teil entfernt wurde, der bei 2:52 min beginnt. Die Version dieses Songs auf Tales from the Brothers Gibb ist schneller als auf dem Album und dauert 4:25. Die Singleversion war ebenfalls schneller und dauert 4:26.
Cash Box nannte es eine „knallharte R&B-Leistung“ und sagte, dass „die Gibb-Brüder mehr unglaubliche Harmonien um den Rock’n’Roll-Geist wickeln“.

## Rezeption

### Charts und Chartplatzierungen
| ChartsChartplatzierungen       | Höchstplatzierung | Wochen |
| ------------------------------ | ----------------- | ------ |
| Deutschland (GfK)              | 17 (12 Wo.)       | 12     |
| Vereinigte Staaten (Billboard) | 7 (16 Wo.)        | 16     |

### Auszeichnungen für Musikverkäufe
| Land/Region | Auszeichnungen für Musikverkäufe (Land/Region, Auszeichnung, Verkäufe) | Verkäufe |
| ----------- | ---------------------------------------------------------------------- | -------- |
| Kanada (MC) | Gold                                                                   | 75.000   |
| Insgesamt   | 1× Gold ·                                                              | 75.000   |

Hauptartikel: Bee Gees/Auszeichnungen für Musikverkäufe